# Bill Hougland
Bill Hougland (Caldwell, Kansas, 1930. június 20. – Lawrence, Kansas, 2017. március 6.) kétszeres olimpiai bajnok amerikai kosárlabdázó.

## Pályafutása
1952-ben diplomázott a Kansasi Egyetemen. Az egyetem sportcsapatában, a Kansas Jayhawksban kosárlabdázott. 1952 és 1958 között a Phillips 66ers játékosa volt. Tagja volt az 1952-es helsinki olimpián aranyérmes válogatottnak. A torna mind a nyolc mérkőzésén szerepelt. A következő 1956-os melbourne-i olimpián is tagja volt a címvédő olimpiai bajnok együttesnek.

## Sikerei, díjai
- Olimpiai játékok
  - aranyérmes: 1952, Helsinki, 1956, Melbourne